# Oopsacas minuta
Oopsacas minuta är en svampdjursart som beskrevs av Topsent 1927. Oopsacas minuta ingår i släktet Oopsacas och familjen Leucopsacidae. Inga underarter finns listade i Catalogue of Life.